# European League of Football
European League of Football (kratica ELF) profesionalna je liga američkog nogometa u kojem se natječu klubovi iz europskih država. 

## O ligi
European League of Football je osnovana 2020. godine, kao novi pokušaj organiziranja sveeuropske lige u američkom nogometu, nakon gašenja lige NFL Europa 2007. godine. Prva sezona je igrana 2021. godine s osam klubova iz Njemačka, Poljske i Španjolske, te su bile raspoređene u dvije divizije. Prvi prvak, odnosno pobjednik ELF Championship Game je momčad "Frankfurt Galaxy". 

ELF je postigla dogovor sa NFL-om kojim je dogovoreno da u ELF se mogu klubovi natjecati pod istim nazivima koje su imali i klubovi NFL Europa. 
 
Početak sezone 2022. je zakazan za lipanj 2022. godine,  te je u noj sudjelovalo 12 klubova podijeljenih u tri konferencije, a nove zemlje iz kojih dolaze klubovi ELF-a su Austrija i Turska. Prvak lige je postala momčad "Vienna Vikings". 
 
U sezoni 2023. sudjeluje 17 klubova također podijeljenih u tri konferencije, a nove zemlje iz kojih dolaze klubovi ELF-a su Češka, Francuska, Italija, Mađarska i Švicarska. 
 
Cilj EFL-a je da kroz nekoliko godina dođe do 20-ak sudionika iz najmanje deset europskih država.

## Sudionici
sezona 2025.
| klub                 | sjedište            | osnovan | član ELF od | divizija | napomene                                     |
| -------------------- | ------------------- | ------- | ----------- | -------- | -------------------------------------------- |
| Berlin Thunder       | Berlin              | 2021.   | 2021.       | Sjeverna | momčad istog naziva sudjelovala u NFL Europa |
| Cologne Centurions   | Köln                | 2021.   | 2021.       | Zapadna  | momčad istog naziva sudjelovala u NFL Europa |
| Fehérvár Enthroners  | Stolni Biograd      | 2007.   | 2023.       | Istočna  |                                              |
| Frankfurt Galaxy     | Frankfurt na Majni  | 2021.   | 2021.       | Zapadna  | momčad istog naziva sudjelovala u NFL Europa |
| Hamburg Sea Devils   | Hamburg             | 2021.   | 2021.       | Sjeverna | momčad istog naziva sudjelovala u NFL Europa |
| Helvetic Mercenaries | Kriens Grenchen     | 2024.   | 2024.       | Južna    |                                              |
| Madrid Bravos        | Madrid              | 2023.   | 2024.       | Južna    |                                              |
| Munich Ravens        | München             | 2022.   | 2023.       | Južna    |                                              |
| Nordic Storm         | Kopenhagen          | 2024.   | 2025.       | Sjeverna |                                              |
| Panthers Wrocław     | Wrocław             | 2013.   | 2021.       | Istočna  | Wrocław Panthers                             |
| Paris Musketeers     | Pariz               | 2022.   | 2023.       | Zapadna  |                                              |
| Prague Lions         | Prag                | 1991.   | 2023.       | Istočna  |                                              |
| Raiders Tirol        | Innsbruck           | 1992.   | 2022.       | Južna    | Tirol Raiders                                |
| Rhein Fire           | Düsseldorf Duisburg | 2021.   | 2022.       | Sjeverna | momčad istog naziva sudjelovala u NFL Europa |
| Stuttgart Surge      | Stuttgart           | 2021.   | 2021.       | Zapadna  |                                              |
| Vienna Vikings       | Beč                 | 1983.   | 2022.       | Istočna  |                                              |

bivši sudionici
| klub              | sjedište   | osnovan | član ELF od | posljednja sezona | napomene                      |
| ----------------- | ---------- | ------- | ----------- | ----------------- | ----------------------------- |
| Istanbul Rams     | Istanbul   | 2004.   | 2022.       | 2022.             |                               |
| Leipzig Kings     | Leipzig    | 2021.   | 2021.       | 2023.             |                               |
| Helvetic Guards   | Zürich Wil | 2022.   | 2023.       | 2023.             |                               |
| Milano Seamen     | Milano     | 1981.   | 2023.       | 2024.             | Ponovno će nastupati od 2026. |
| Barcelona Dragons | Barcelona  | 2020.   | 2021.       | 2024.             |                               |

## Završnice ELF-a
| sezona | izdanje | grad, stadion                       | pobjednik        | rezultat | poraženi           |
| ------ | ------- | ----------------------------------- | ---------------- | -------- | ------------------ |
| 2021.  | 1.      | Düsseldorf, Merkur Spiel-Arena      | Frankfurt Galaxy | 32:30    | Hamburg Sea Devils |
| 2022.  | 2.      | Klagenfurt, 28 Black Arena          | Vienna Vikigs    | 27:15    | Hamburg Sea Devils |
| 2023.  | 3.      | Duisburg, Schauinsland-Reisen-Arena | Rhein Fire       | 53:34    | Stuttgart Surge    |
| 2024.  | 4.      | Gelsenkirchen, Veltins-Arena        | Rhein Fire       | 51:20    | Vienna Vikigs      |

### Klubovi po uspješnosti
| klub               | prvak | godine osvajanja | doprvak | godine       |
| ------------------ | ----- | ---------------- | ------- | ------------ |
| Rhein Fire         | 2     | 2023., 2024.     | –       | –            |
| Vienna Vikings     | 1     | 2022.            | 1       | 2024.        |
| Frankfurt Galaxy   | 1     | 2021.            | –       | –            |
| Hamburg Sea Devils | –     | –                | 2       | 2021., 2022. |
| Stuttgart Surge    | –     | –                | 1       | 2023.        |

## Vanjske poveznice
- (engl.) europeanleague.football
- (njem.) football-aktuell.de, ELF